# Карашиця (притока Драви)
Кара́шиця (хорв. Karašica Карашіца) — річка у східній Хорватії, права притока Драви (басейн Дунаю та Чорного моря). 
Довжина річки — 91 км (за іншими даними 93 км), площа басейну — 936 км². 
Найбільша притока Карашиці — Вучиця (Vučica, Вучіца).
Живлення — сніго-дощове з підйомом рівня води наприкінці весни та восени. 
Карашиця бере початок на південний схід від Чадявиці від потоку Вочинська (Voćinska), що витікає з-під підніжжя Папука та села Войловиця. Тече паралельно з Дравою, яка тече на схід від Петрієвців.
На Карашиці стоїть місто Валпово.
У середній течії та пониззі Карашиці та Вучиці здійснюються гідромеліоративні роботи для боротьби з повенями.